# Patricia Kazadi
Patricia Tshilanda „Trish” Kazadi (ur. 17 marca 1988 w Warszawie) – polska aktorka, piosenkarka, kompozytorka, autorka tekstów i prezenterka telewizyjna pochodzenia kongijskiego.

## Młodość
Urodziła się i dorastała w Warszawie. Jest córką Jofy Kazadiego i jego żony Barbary. Jej matka pochodzi z Łukowa, a ojciec z Demokratycznej Republiki Konga. Ma dwoje młodszego rodzeństwa, Williama i Victorię.
Jako dziecko uczęszczała na zajęcia taneczne do zespołu „Tintilo”. Miała zagrać Tygrysicę Lilię w musicalu Piotruś Pan, jednak po roku przygotowań jej rolę przejęła inna aktorka. Gra na fortepianie i komponuje. Przez dwa lata trenowała taniec współczesny.
Uczęszczała do XXXVII LO w Warszawie, maturę natomiast napisała w 2007 w Niepublicznym Liceum Ogólnokształcącyjm nr 81 SGH. Studiowała na Politechnice Warszawskiej. Z powodu niezaliczenia wszystkich przedmiotów przeniosła się do Szkoły Głównej Handlowej, której również nie ukończyła. Była uczennicą Autorskiej Szkoły Muzyki Rozrywkowej i Jazzu II stopnia im. Krzysztofa Komedy w Warszawie.

## Kariera medialna

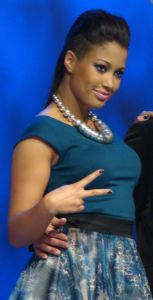
Patricia Kazadi na planie programu TVN You Can Dance – Po prostu tańcz, 2011

Zadebiutowała w 2002 występem w programie Szansa na sukces z udziałem zespołu Szwagierkolaska. Ogólnopolską rozpoznawalność zyskała dzięki roli Anny Chełmickiej w serialu Egzamin z życia. Brała udział w dwóch edycjach telewizyjnego programu rozrywkowego Jak oni śpiewają (2007, 2009), a także w okolicznościowym programie Jak oni śpiewają – Dzień Dziecka (2009) oraz w programie Twoja twarz brzmi znajomo (2024), a także w programach tanecznych: Taniec z gwiazdami (2010) i Dance Dance Dance (2019). Prowadziła programy: Everyday English, You Can Dance – Po prostu tańcz (2011–2012, 2015–2016) i X Factor (2013–2014). W 2025 będzie prowadzić 12 edycję programu rozrywkowego Must Be the Music. Tylko muzyka w telewizji Polsat.
30 maja 2009 została nagrodzona Statuetką Serca Fundacji Polsat za wykonanie utworu Spice Girls „Wannabe”. W 2011 z utworem „Hałas” wystąpiła podczas koncertu Premier na 48. Krajowym Festiwalu Piosenki Polskiej w Opolu. W 2012 otrzymała nominację do nagrody Viva Comet 2012 w kategorii „debiut roku” W kwietniu 2013 wydała singel „Przerywam sen”, który napisała we współpracy z Maurym. 14 maja wydała debiutancki album studyjny, zatytułowany Trip, na który napisała większość utworów i który nagrywany był m.in. w Los Angeles, Paryżu i Zurychu. 13 czerwca 2015 z piosenką „Na zawsze” wzięła udział w konkursie „SuperPremiery” 52. Krajowego Festiwalu Piosenki Polskiej w Opolu.
Była dwukrotnie nominowana do Wiktorów, w 2012 w kategorii „odkrycie telewizyjne”, a w 2013 w kategorii „gwiazda piosenki i estrady”. W 2016 została uhonorowana statuetką „osobowości roku” przez magazyn „Osobowości i Sukcesy”.
W lutym 2020 poinformowała, że zawiesza swoją działalność medialną, jednak wciąż będzie koncertować i występować w teatrze. W wywiadzie dla jednego z portali wyznała również, że zmaga się z depresją. Cierpi także na endometriozę. 
W 2021 wydała single: „Natural” i „Wyobraźnią”. W październiku 2022 wydała singiel „Ona", który nagrała z Tym Typem Mesem. W maju 2023 zagrała w teledysku do singla „Forever21” MaRiny. 31 sierpnia 2023 wydała teledysk do piosenki „Ganesha” nagrany z Kayah, którą – wraz z „Say It Bwoy (Dirty Talk)” umieściła na albumie pt. MAKASI 19-23 wydanym 19 października.

## Filmografia
- 2004: Daleko od noszy jako matka porwanego dziecka (odc. 25)
- 2005–2008: Egzamin z życia jako Anna Chełmicka
- 2007–2008: Fala zbrodni jako Milena Bauman (odc.97-103)
- 2008: Londyńczycy jako recepcjonistka Helen Hobbs (odc. 2 i 6)
- 2009: Rajskie klimaty jako Helena Wójcik
- 2009: Miłość na wybiegu jako recepcjonistka w agencji
- 2009: Londyńczycy 2 jako pielęgniarka Helen
- 2009: Balladyna jako dziennikarka
- 2009–2010: Na Wspólnej jako Beata Dolniak
- 2010: Święty interes jako Motema
- 2010: Licencja na wychowanie jako Jadzia Leszczyńska (odc. 68)
- 2011: Dziewczyny Cheetah 2 jako Galleria Garibaldi (głos, polski dubbing)
- 2011–2014: Ranczo jako pielęgniarka Jagna Nowak
- 2011: Jak się pozbyć cellulitu jako dziennikarka Hanna Rubin
- 2012: Dziewczyny Cheetah jako Galleria Garibaldi (głos, polski dubbing)
- 2014: Komisarz Alex jako Jagoda Jaworska (odc. 53)
- 2016: Bodo jako Reri (odc. 10-11)
- 2017: Valerian i miasto tysiąca planet jako Bubbles (głos, polski dubbing)
- 2017-2019: Atomówki jako Bombka (głos, polski dubbing)[31]
- 2017: Serce nie sługa jako Klaudia
- 2018: 19+ jako ona sama (odc. 300)
- 2018: Miłość jest wszystkim jako celebrytka Amanda
- 2018: Diablo. Wyścig o wszystko jako DJ Nika
- 2022: Komisarz Mama[32] jako Meriam Osman (odc. 21)

## Dyskografia

### Albumy studyjne
| Rok  | Tytuł |
| ---- | --- |
| 2013 | Trip - Wydany: 14 maja 2013 - Wydawca: EMI Music Poland - Format: CD, digital download, media strumieniowe                |
| 2015 | Dark Pop - Wydany: 25 grudnia 2015 - Wydawca: EMI Music Poland - Format: digital download, media strumieniowe             |
| 2023 | MAKASI 19-23 - Wydany: 19 października 2023 - Wydawca: Warner Music Poland - Format: digital download, media strumieniowe |

### EP
| Rok  | Tytuł |
| ---- | --- |
| 2018 | Christmasland - Wydany: 7 grudnia 2018 - Wydawca: Warner Music Poland - Format: digital download, media strumieniowe   |
| 2019 | Dark Pop: RMXt - Wydany: 27 grudnia 2019 - Wydawca: Warner Music Poland - Format: digital download, media strumieniowe |

### Single
| Rok                                                      | Tytuł                                            | Najwyższe pozycje na listach | Najwyższe pozycje na listach | Album                                     |
| Rok                                                      | Tytuł                                            | POL                          | POL                          | Album                                     |
| Rok                                                      | Tytuł                                            | AirPlay Nowości              | AirPlay TV                   | Album                                     |
| -------------------------------------------------------- | ------------------------------------------------ | ---------------------------- | ---------------------------- | ----------------------------------------- |
| 2010                                                     | „On Tonite” (Krist Van D, gościnnie: Trish)      | –                            | –                            | –                                         |
| 2010                                                     | „Be Without You” (Krist Van D, gościnnie: Trish) | –                            | –                            | –                                         |
| 2011                                                     | „Hałas”                                          | –                            | –                            | Trip                                      |
| 2011                                                     | „Go Crazy (Jim Beanz Remix)”                     | –                            | –                            | –                                         |
| 2012                                                     | „Wanna Feel You Now” (oraz M Pokora)             | 4                            | 3                            | Trip                                      |
| 2012                                                     | „Burning Through My Heart”                       | –                            | –                            | –                                         |
| 2013                                                     | „Przerywam sen”                                  | –                            | –                            | Trip                                      |
| 2013                                                     | „Live a Little”                                  | –                            | –                            | Trip                                      |
| 2013                                                     | „Shake the World”                                | –                            | –                            | Trip                                      |
| 2015                                                     | „Na zawsze”                                      | –                            | –                            | Dark Pop                                  |
| 2016                                                     | „New Wave”                                       | –                            | –                            | Dark Pop                                  |
| 2018                                                     | „Tak niewiele”                                   | –                            | –                            | Miłość jest wszystkim (ścieżka dźwiękowa) |
| 2018                                                     | „Mizerna cicha”                                  | –                            | –                            | Christmasland                             |
| 2019                                                     | „Steppin' On My Heart”                           | –                            | –                            | Dark Pop: RMXt                            |
| 2021                                                     | „Natural”                                        | –                            | –                            | MAKASI 19-23                              |
| 2021                                                     | „Wyobraźnią"                                     | –                            | –                            | MAKASI 19-23                              |
| 2022                                                     | „Ona" (oraz Ten Typ Mes)                         | –                            | –                            | MAKASI 19-23                              |
| 2023                                                     | „Ganesha” (oraz Kayah)                           | –                            | –                            | MAKASI 19-23                              |
| 2023                                                     | „Say It Bwoy (Dirty Talk)"                       | –                            | –                            | MAKASI 19-23                              |
| 2023                                                     | „PODNOGAMI” (oraz Ryfa Ri)                       | –                            | –                            | MAKASI 19-23                              |
| „–” oznacza, że singel nie był notowany na danej liście. |                                                  |                              |                              |                                           |

### Inne
| Rok                                                    | Utwór | Album                                       | Źródło |
| ------------------------------------------------------ | --- | ------------------------------------------- | ------ |
| 2004                                                   | „Rok później (Oczy otwarte 2)” (gościnnie: Ten Typ Mes, Numer Raz)                                                                 | Kodex 2: Proces – WhiteHouse                | [ 56 ] |
| 2004                                                   | „Tak zapomnieć” (gościnnie: Ten Typ Mes, Trish)                                                                                    | Przez $ jak... – O$ka                       | [ 57 ] |
| 2005                                                   | |                                             |        |
| „Tak zapomnieć” – O$ka (gościnnie: Ten Typ Mes, Trish) | ESKA Squad 3 (kompilacja) | [ 58 ]                                      |        |
|                                                        | |                                             |        |
| „Dwa, cztery, siedem” (gościnnie: Trish)               | Funk – dla smaku – 2cztery7 | [ 59 ]                                      |        |
| 2006                                                   | „Come here” – Trish | Rap-In Underground (kompilacja)             | [ 60 ] |
| 2006                                                   | „Owinąłem sobie tę grę...” (gościnnie: Trish) „Upewnij się” (gościnnie: Trish) „Z dostawą do domu” (gościnnie: Piotr Pacak, Trish) | Spaleni innym słońcem – 2cztery7            | [ 61 ] |
| 2006                                                   | „Bounce” (gościnnie: Damian (II), Trish)                                                                                           | Kontrawersja – Gorzki                       | [ 62 ] |
| „Nie śpij” (gościnnie: Trish)                          | Ślad po sobie – TeWu | [ 63 ]                                      |        |
| 2009                                                   | „Alkopoligamia [2006 R.] (Bonus Track)” (gościnnie: Trish)                                                                         | Zamach na przeciętność – Ten Typ Mes        | [ 64 ] |
| 2011                                                   | „Hold Me Now” – Kazadi „Like That” – Kazadi                                                                                        | Poland Why Not – Red Edition (kompilacja)   | [ 65 ] |
| 2011                                                   | „Go Crazy (Jim Beanz Remix)” – Kazadi „Waiting” – Kazadi                                                                           | Poland Why Not – White Edition (kompilacja) | [ 66 ] |

## Teledyski
| Rok  | Tytuł                                   | Reżyseria                | Album | Źródło |
| ---- | --------------------------------------- | ------------------------ | ----- | ------ |
| 2012 | „Go Crazy”                              | –                        | –     | [ 67 ] |
| 2012 | „Wanna Feel You Now” (oraz Matt Pokora) | –                        | Trip  | [ 68 ] |
| 2013 | „Przerywam sen”                         | –                        | Trip  | [ 69 ] |
| 2013 | „Shake the World”                       | –                        | Trip  | [ 70 ] |
| 2013 | „Live a Little”                         | –                        | Trip  | [ 71 ] |
| 2013 | „Like I Do”                             | Milosz Hunzvi            | –     | [ 72 ] |
| 2014 | „You And I” (oraz Wojtek Ezzat)         | Sebastian Sobieszczański | –     | [ 73 ] |
| 2015 | „Na zawsze”                             | Loveroy                  | –     | [ 74 ] |